# Иргиш
Иргиш — река в России, протекает в Куединском и Еловском районах Пермского края. Устье реки находится в 51 км по правому берегу реки Барда. Длина реки составляет 17 км.
Исток находится в Куединском районе, среди холмов Верхнекамской возвышенности в 10 км к юго-востоку от села Большая Уса. В верховьях река также именуется Киловкой. Река течёт на северо-запад, затем поворачивает на север, в среднем течении перетекает в Еловский район. Впадает в Барду в селе Суганка.

## Данные водного реестра
По данным государственного водного реестра России относится к Камскому бассейновому округу, водохозяйственный участок реки — Кама от Камского гидроузла до Воткинского гидроузла, речной подбассейн реки — бассейны притоков Камы до впадения Белой. Речной бассейн реки — Кама.
По данным геоинформационной системы водохозяйственного районирования территории РФ, подготовленной Федеральным агентством водных ресурсов:
- Код водного объекта в государственном водном реестре — 10010101012111100014851
- Код по гидрологической изученности (ГИ) — 111101485
- Код бассейна — 10.01.01.010
- Номер тома по ГИ — 11
- Выпуск по ГИ — 1